# Phan Trứ
Phan Trứ (1794-?) tự là Thành Chương là vị Hoàng giáp dưới triều vua Minh Mạng. Ông là người thuộc xã Phù Ủng, tổng Chiêu Lai, huyện Đường Hào, phủ Bình Giang, tỉnh Hải Dương (nay xã Phù Ủng thuộc huyện Ân Thi, tỉnh Hưng Yên). Ông đỗ đệ nhị giáp tiến sĩ (Hoàng giáp) vào năm Nhâm Thìn, tức niên hiệu thứ 13 của vua Minh Mạng 1832. Ông giữ chức Hàn lâm viện, Viên ngoại lang Hình bộ, Án sát Quảng Bình, Thị lang Lại bộ, Bố chánh Bình Định và Bắc Ninh, Tuần phủ Thuận Khánh.